# 乌尊布拉克乡
乌尊布拉克乡，是中华人民共和国新疆维吾尔自治区伊犁哈萨克自治州昭苏县下辖的一个乡镇级行政单位。

## 行政区划
乌尊布拉克乡下辖以下地区：
乌尊布拉克村、喀勒喀特村、米斯村、麻扎尔村、加尔买里村和赛克散村。